# Basso profondo
Basso profondo – najniższy głos męski, basowy o bardzo rozbudowanej skali w dół sięgający do kontra B (czasami niżej). Nazwą tą określa się także śpiewaka dysponującego takim głosem.